# Joakim Wallerstein
Joakim Ingemar Wallerstein, tidigare Lindell, född 5 mars 1982 i Hammarby församling, Stockholms län, är en svensk kommunikatör och politiker (Sverigedemokraterna).

## Biografi
Joakim Wallerstein började sin karriär genom att arbeta på modeföretag såsom Acne och Happy Socks. Han arbetade från 2010 till 2012 på PR-byrån Strandberg Haage. Wallerstein började 1 november 2012 att arbeta på Sverigedemokraternas riksdagskansli. Han blev 2014 kommunikationschef hos Sverigedemokraterna. Wallerstein var 2020 den huvudsakliga initiativtagaren till Sverigedemokraternas Youtube-kanal Riks.

## Wallerstein och SD:s "trollfabrik"
Under maj 2024 sände TV4-programmet Kalla Fakta ett granskande reportage i två delar om Sverigedemokraternas kommunikationsavdelning. I programmen, Undercover i trollfabriken, kunde Kalla Fakta i korthet visa att partiet och närmare bestämt kommunikationsavdelningen, där Wallerstein var chef, på väsentliga punkter hade farit med osanning. Närmare bestämt om de förutom synliga partikonton också använt sig av anonyma konton på sociala medier, konton som använts för att sprida desinformation och politisk satir. Sverigedemokraterna, inklusive partiledaren Jimmie Åkesson, avfärdade avslöjandena och anmälde programmet till Granskningsnämnden. Granskningsnämnden friade programmet, det vill säga att de inte höll med partiet om att det förelåg någon grund för anmärkning. I programmen hördes Wallerstein men också några andra på samma avdelning samt personer som vittnat om hur det gick till på avdelningen.